# Open Charge Point Protocol
Open Charge Point Protocol (OCPP) は電気自動車 (EV) 用充電スタンドと中央管理システムとの通信に使用される充電スタンド・ネットワークのアプリケーション・プロトコル。オリジナル版はJoury de ReuverとFranc Buveにより作成された。
2025年現在、最新版はバージョン2.1である。
OCPPはオランダのELaadNLという組織で構想された。ELaadNLには、異なるベンダの充電スタンドと中央管理システムとの間の通信を可能にするオープンなアプリケーション・プロトコルを作成するという目的があった。OCPPは世界中で数多くの充電スタンドや中央管理システムのベンダにより利用されている。デファクトスタンダードとしての地位を確立している。

## 比較[6]
|                                | OCPP 1.6                                 | OCPP 2.0.1                                                                     | OCPP 2.1                                                                   |
| ------------------------------ | ---------------------------------------- | ------------------------------------------------------------------------------ | -------------------------------------------------------------------------- |
| リリース                       | 2015                                     | 2020                                                                           | 2025                                                                       |
| セキュリティ                   | 基本的なTLS暗号化、厳密な認証なし        | より強力な暗号化、証明書ベースの認証、セキュリティプロファイル                 | 高度な暗号化、強化されたセキュリティポリシー、より柔軟な認証               |
| スマート充電                   | ロードバランシング、静的充電プロファイル | ダイナミック・スマート・チャージ、フレキシブル・スケジュール、エネルギー最適化 | V2G（Vehicle-to-Grid）のサポート、グリッドとの相互作用の強化               |
| ISO 15118（プラグ＆チャージ）  | No                                       | ISO15118-2に対応                                                               | ISO15118-20に完全対応                                                      |
| 相互運用性                     | 中規模、ベンダー固有の実装               | 構造化されたメッセージング                                                     | 非常に高く、モジュラー・コンポーネントと再生可能エネルギーの統合をサポート |
| デバイス管理                   | 限定されたステーションの監視と制御       | リモート診断用にデバイスモデルを導入                                           | 強化された診断、リアルタイムの遠隔測定、改良されたコンポーネントの取り扱い |
| UIとユーザー・エクスペリエンス | 基本的なセッション処理                   | オンスクリーンメッセージ、多言語サポート                                       | 高度な通知、リアルタイムのコスト追跡、改善された予約システム               |
| 請求と支払い                   | シンプルなkWhベースの課金                | 柔軟な取引モデル（kWh、時間ベース、固定費）                                    | より高度なセッション管理、中断後のトランザクション再開                     |
| 予約                           | 基本的な予約機能                         | フリートおよびネットワークオペレーターの予約の改善                             | 事前予約とダイナミックスケジューリングの強化                               |

## 利点
OCPPの存在により、充電スタンドの所有者は個々のシステム提供会社の影響を受けにくくなる。充電スタンド製造会社が事業を停止しても、充電スタンドの所有者は他のOCPPベースのネットワークへ切り替えることができる。
また、充電スタンドの顧客に選択肢を与え、どの充電スタンドのどのネットワークを使用するか柔軟性をもたらすことで、市場の力を通じて、充電スタンド製造会社やネットワーク提供会社の競争を促す効果もある。つまり、充電スタンドの所有者からの需要を引き出すために価格やサービス、製品の機能を差別化させることに繋がる。EVの充電インフラが拡大し、最終的にはEVの利用者に大きな利益をもたらすことになる。
OCPPには、様々な充電スタンドを利用する巨大で可視化されたネットワークを形成されやすくする効果もある。必要なオペレーティング・システムがただ1つで済むためである。ソフトウェアを個々のオペレーティング・システムに合わせて複数回開発するのではなく、付加的な機能を提供するように設計されたソフトウェアを1度だけ開発すればいいため、開発コストの削減にも繋がる。また、国内外での相互運用性をもたらす効果や、システムに対する補修的な業務を最小化する効果もある。

## OCPP認証プロセス
Open Charge Alliance (OCA) は独立したOCPP認証プログラムを立ち上げている。充電スタンド製造会社や充電スタンド管理システム提供会社はこの認証プログラムを通じて、公式のOCPP仕様に準拠した機器やシステムを開発することが可能となる。
この認証プログラムは、充電スタンド製造会社や充電スタンド管理システム提供会社にとっては自社の製品のステータスを明白に示すことができる。同様に、利用者にとってもOCPP実装を自分自身で検査・検証する必要がないという点で利点がある。
2022年現在、完全な検査や認証が可能なのはOCPP 1.6だけである。それよりも以前のバージョン (OCPP 0.7、OCPP 1.2、OCPP 1.5など) やOCPP 2.0、OCPP 2.0.1は現在のOCPP認証プログラムではサポートされていない。
OCAが認証コンプライアンスのための一連の検査方法や検査計画を決定している。実際の検査は独立した検査機関により実施される。OCAは検査機関として、北アメリカ、ヨーロッパ、アジアに所在するDNV、Korea Smart Grid Association (KSGA)、DEKRAを指定している。
機器がOCPP認証を得るには、大きく分けて2種類の検査に合格する必要がある。
1. 適合性試験: OCPPコンプライアンス検査ツール (OCPP Compliance Testing Tool) による検査。このツールにより機器にOCPP仕様が正しく実装されているか検証する。
2. 性能測定: 機器の性能を測定する。この性能パラメータはプロトコル実装適合性宣言 (Protocol Implementation Conformance Statement: PICS) の中で提示される。

## 各国での利用状況

### イギリス
2019年以降、イギリスではElectric Vehicle Homecharge Schemeの要求事項を満足させるために、新設の充電スタンドにおけるOCPPの利用が必須となった。

### アメリカ合衆国
2013年時点、アメリカ合衆国ではOCPPはそれほど多く利用されていなかった。アメリカ合衆国の充電スタンド市場は、エネルギー省の莫大な補助金を注ぎ込まれて誕生したため、ネットワーク提供会社は各社独自のプロトコルを選択する傾向があったためである。
2013年、エネルギー省は充電スタンド・ネットワークの相互運用性を優先して実現することを目的に、自動車、充電スタンド、通信ネットワーク・システムが電力網と調和して動作するシステムを立ち上げるため、Electric Vehicle-Smart Grid Interoperability Centerを設立した。この拠点はシカゴ郊外のアルゴンヌ国立研究所に存在する。

## オープンソース実装
Linux Foundation傘下のLF Energyがオープンソースの実装EVerestを開発している。現状OCPP 2.0.1まで部分的に実装が完了していて、2025年中にOCPP 2.1の機能の多くを実装する予定である。

## 他のプロトコル
充電ポイント管理システムとエネルギー管理システム（充電スタンドと地域の電力網等）を接続するOSCP（Open Smart Charging Protocol）
充電ステーションオペレーターとサービスプロバイダーを接続し、ユーザーが複数の充電ネットワーク会社を使えるようにするOCPI（Open Charge Point Interface）
などなど、他にもEV充電業界で注目すべきプロトコルがいくつか存在する。
充電サービスは電気自動車と充電スタンド間以外にもCSMS,eMSP,クリアリングハウス等様々なシステムが連携することで機能しており、それらを繋ぐために様々なプロトコルが必要になる。